# Morken-Harff

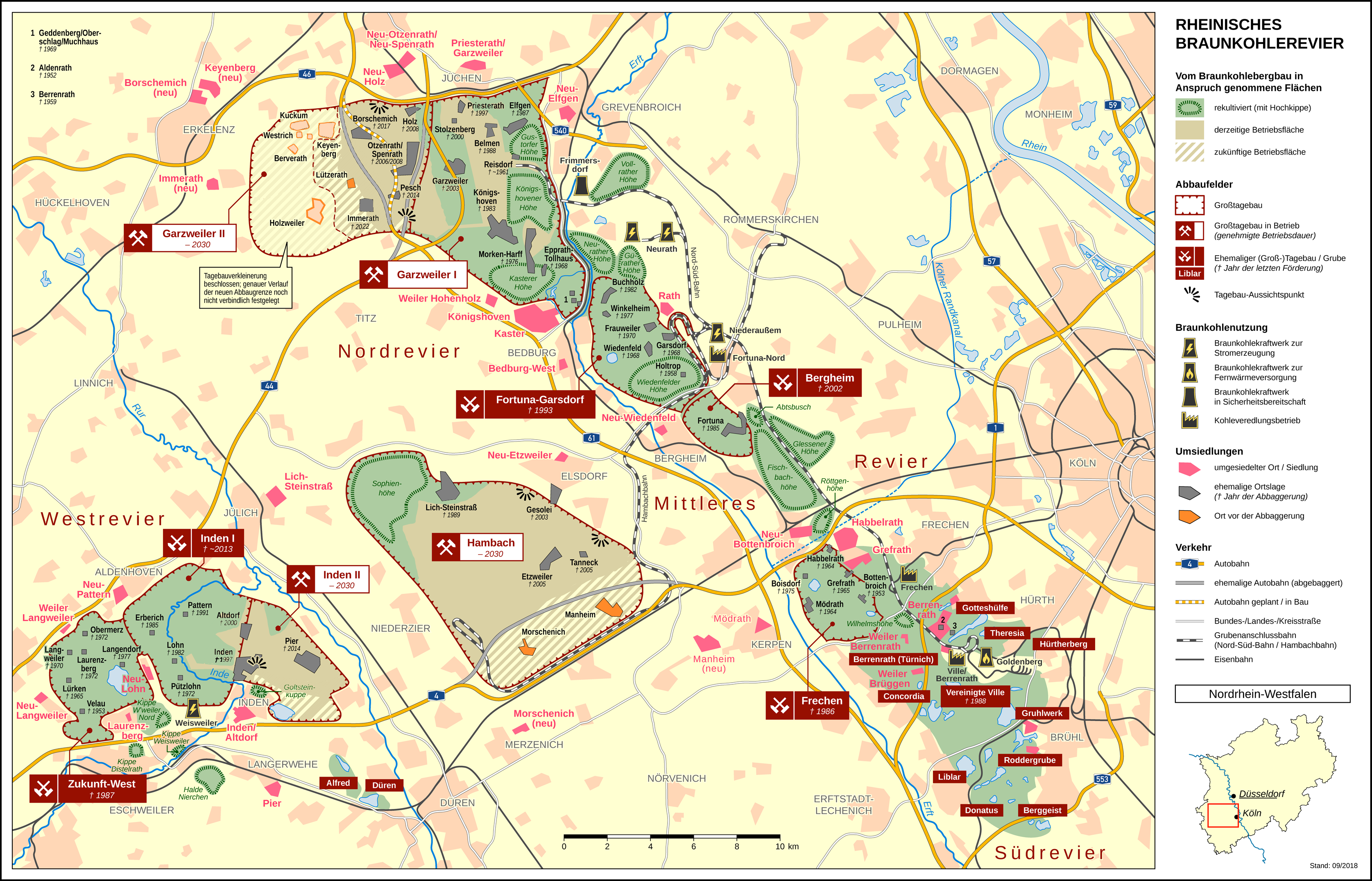
Lage des ehemaligen Ortes Morken-Harff im Rheinischen Braunkohlerevier

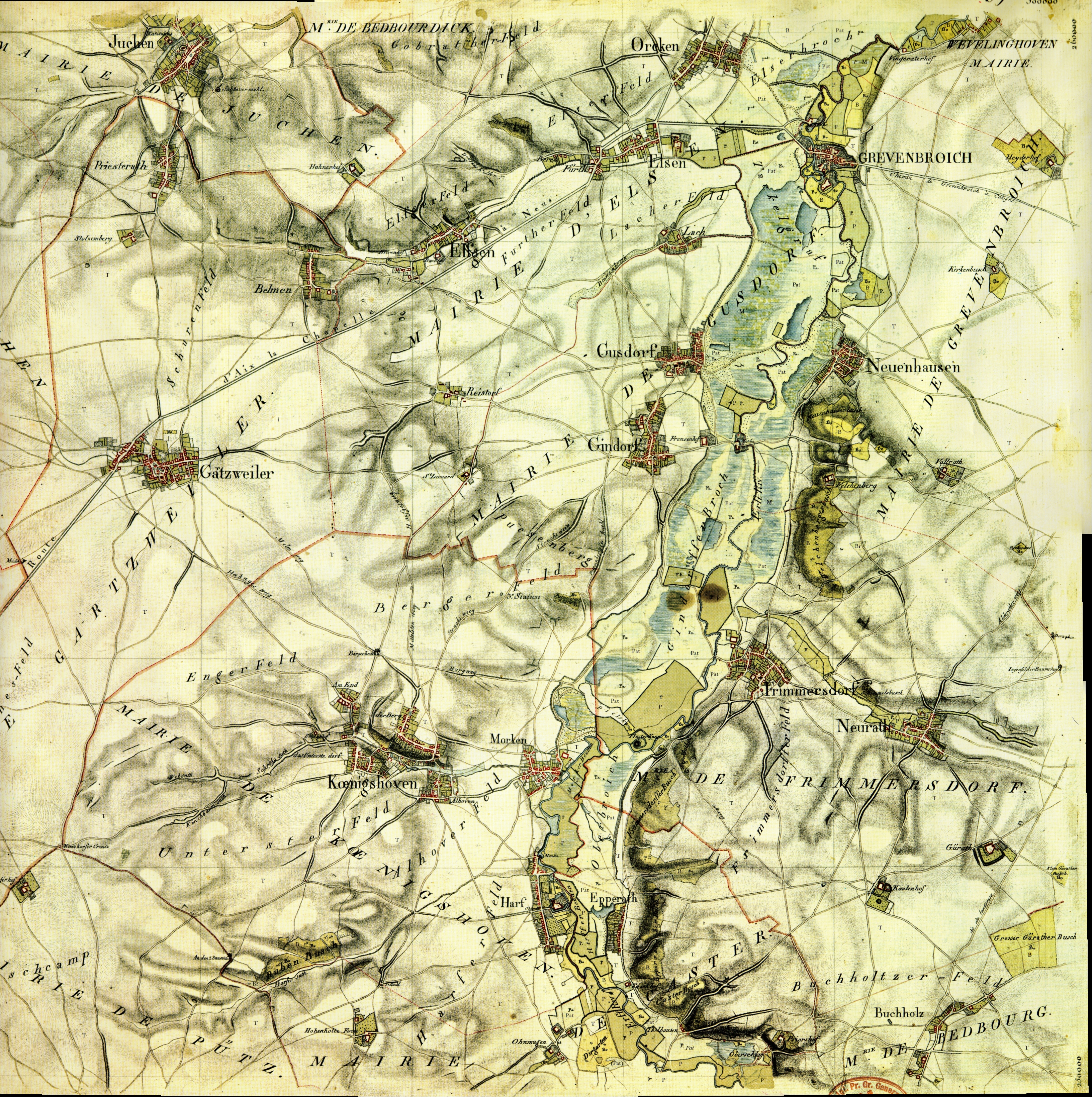
Morken-Harff auf der Tranchotkarte Grevenbroich von 1807

Morken und Harff waren Orte des Rhein-Erft-Kreises im Regierungsbezirk Köln, die dem Braunkohletagebau im Rheinischen Braunkohlerevier weichen mussten. Die Bewohner von Morken-Harff wurden in den 1960er Jahren in das benachbarte Kaster umgesiedelt.

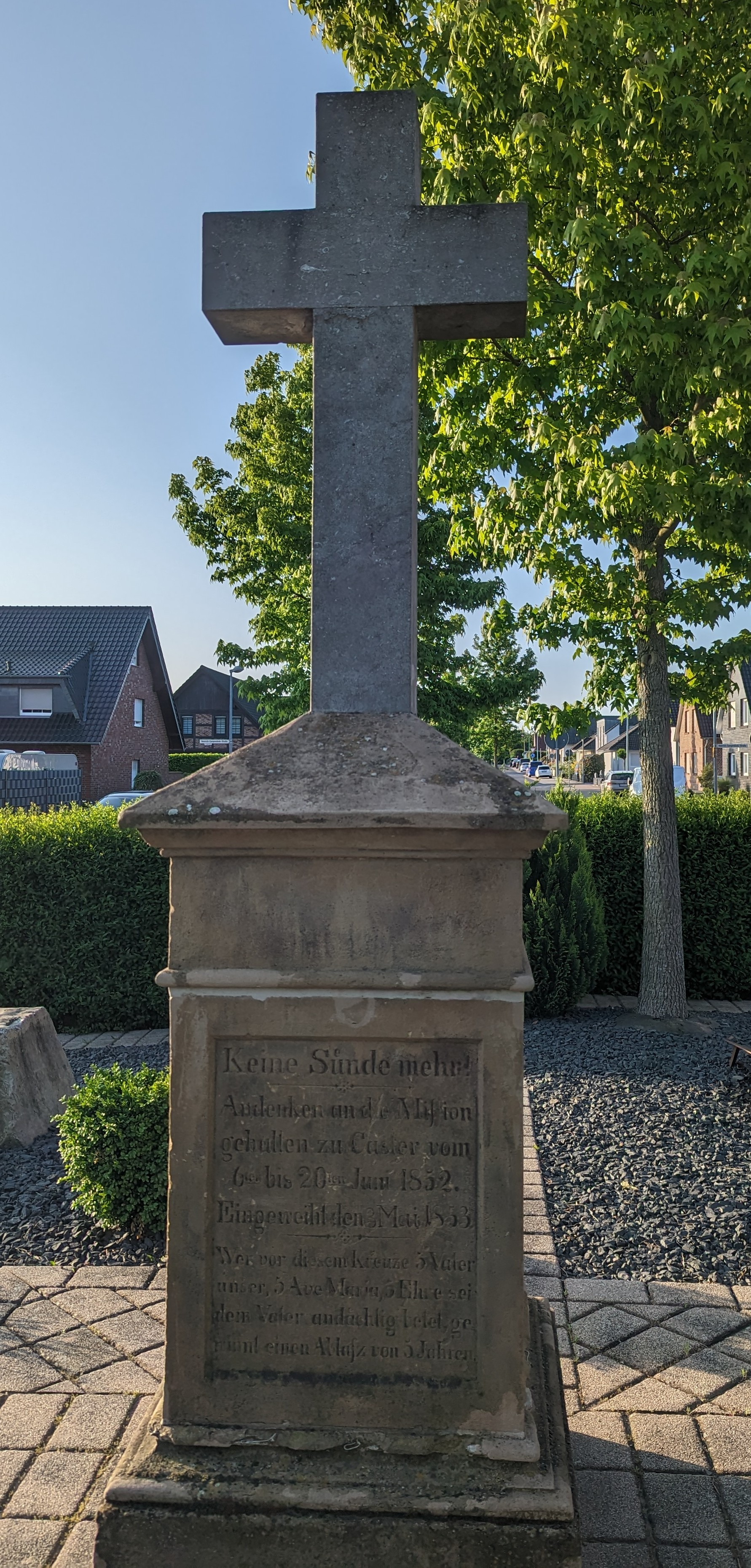
Denkmal in Kaster

## Geschichte

### Ortsgeschichte
Die Entstehung der ehemaligen Orte Morken und Harff bei Bedburg an der Erft reicht bis in die Jungsteinzeit zurück. Die beiden Orte mussten ab 1966 dem Braunkohleabbau im Tagebau Frimmersdorf Süd weichen (heute ein Teil vom Tagebau Garzweiler). Dabei wurden bis Mitte der 1970er Jahre etwa 1950 Personen aus 407 Häusern/Anwesen nach Kaster umgesiedelt. Vom alten Doppelort wurden vor allem die Vereine mit ihren Traditionen mitgenommen. Bemerkenswert sind die zahlreichen alten Schützenvereine, teilweise bereits im 12. Jahrhundert gegründet.
Die Martinuskirche von Morken wurde 1974 abgerissen und fand in Neu Morken-Harff als Teil von Kaster eine neue Stätte. In ihr erinnert heute ein großes Glasfenster von Paul Weigmann sowie die vor ihr wieder aufgestellte Kreuzigungsgruppe an die alte Heimat.

### Archäologische Funde

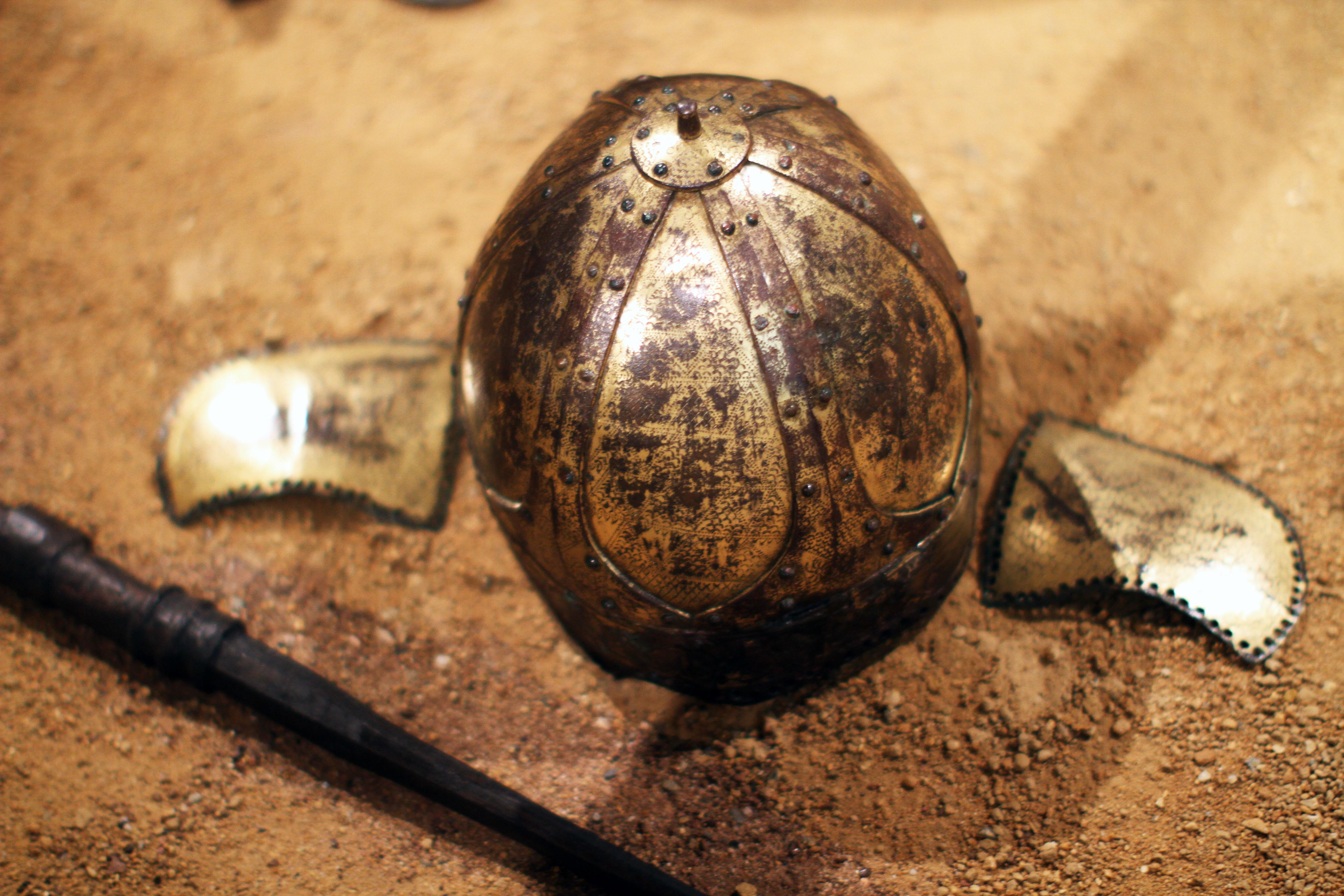
Helm aus dem fränkischen Fürstengrab Morken

Grabungen auf dem Kirchenhügel in Morken brachten neben anderen die Überreste eines römischen Landguts (villa rustica) aus der Zeit der Colonia Claudia Ara Agrippinensium zu Tage. Auch fanden sich etwa 150 Weihesteine für die keltisch-römisch-germanische Muttergottheit Matronae Austriahenae („Die Östlichen“). Mit den Steinen dankten ihre Stifter für eine Hilfe seitens der Matronen, die Inschriften enthalten üblicherweise die Weiheformel „V S L M“ (Votum Solvit Libens Merito): „Das Gelübde gern und verdienstvoll erfüllt“.
Das noch unberührte „Fürstengrab“ des Herrn von Morken aus dem 6. Jahrhundert in einem aufgedeckten fränkischen Gräberfeld war mit seiner reichen Ausstattung der bedeutendste Fund, den die 1955/56 in Morken durchgeführten Grabungen des Rheinischen Landesmuseums Bonn zu Tage förderten. Eine der zahlreichen Grabbeigaben war der kostbare Helm eines Adeligen. Der aus Eisen und vergoldetem Bronzeblech gefertigte Helm hat eine Höhe von 18 cm, sein größter Durchmesser erreicht 22,5 cm. Informationen darüber und wichtige Teile des Fundes gehören zur Dauerausstellung des Rheinischen Landesmuseums in Bonn.

## Ortsbeschreibung

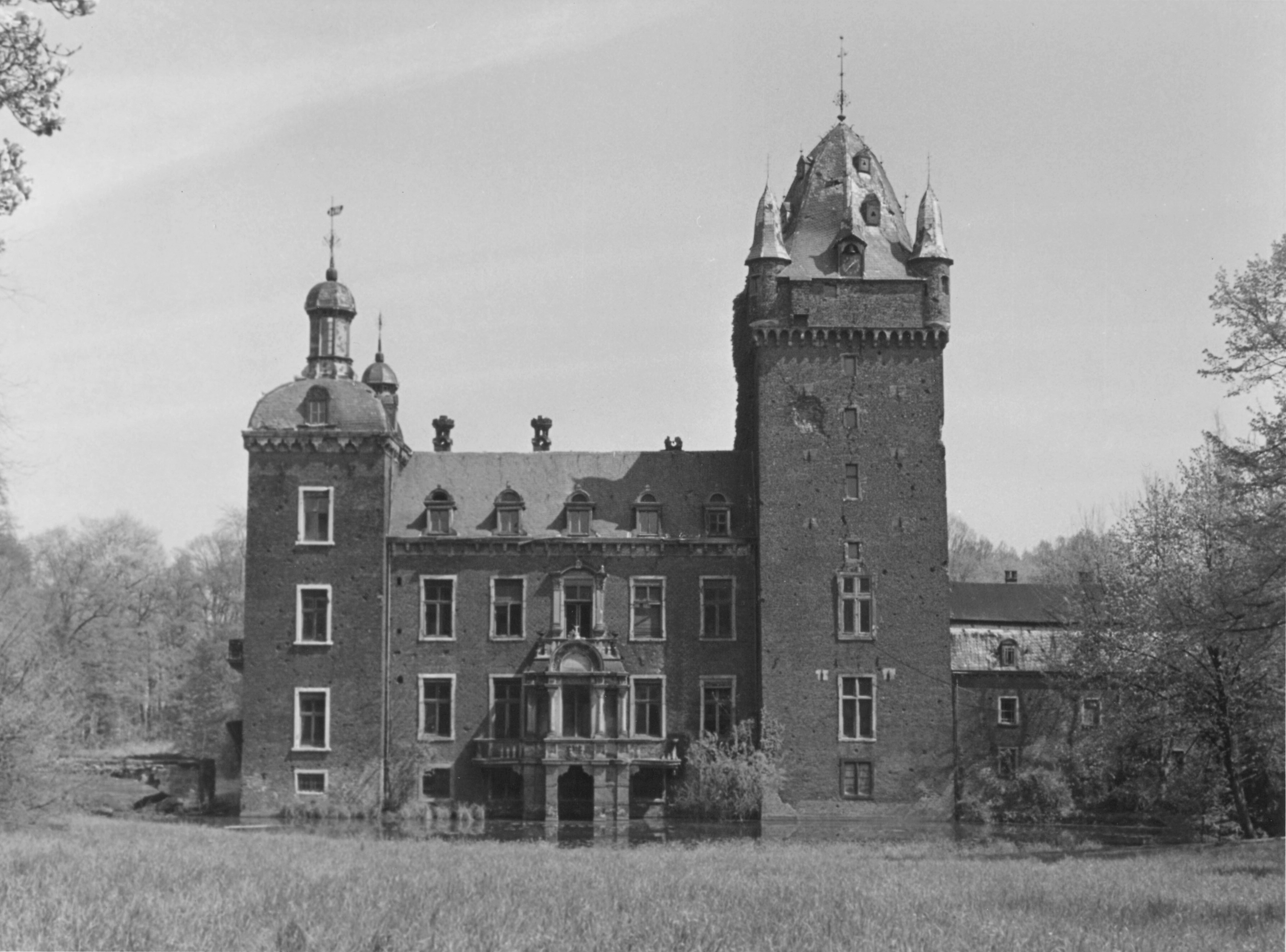
Schloss Harff vor dem Abbruch 1970

Der Doppelort bestand aus dem Schloss Harff mit seiner Schlosskapelle und der Mühle, dem Ort Harff, das aus einer Zeile von wenigen kleinen Höfen und Katen auf der Straßenseite gegenüber dem Schloss bestand, sowie dem Haufendorf Morken, das mit eigenem Bahnhof an der Bahnstrecke Düren–Neuss, der Martinuskirche und den später gebauten Bergarbeitersiedlungen den Hauptteil des Doppelortes ausmachte. Dazu gehörte noch der kleine Weiler Omagen, der im Wesentlichen aus der bis 1935 bestehenden Burg Omagen, zwei Höfen und der Gastwirtschaft zum Tiergarten bestand. Etwa 1000 m östlich von Morken lag an der Erft die Huster Knupp, eine sogenannte Motte, die die Stammburg der Grafschaft Hochstaden (Huster) war. Die Kirche wurde 1894/95 nach Skizzen von Heinrich Wiethase – und nach dessen Tod mit Plänen von Theodor Roß  – von Heinrich Wolf aus Elsdorf im neuromanischen Stil zwischen die beiden Orte gebaut. Die vorhergehende alte Kirche auf dem Kirchenhügel aus dem 11. Jahrhundert war lange baufällig gewesen und musste bereits 1875 gestützt werden.